# Stora Tärnan, Hangö
Stora Tärnan är en ö i Finland. Den ligger i Finska viken eller Norra Östersjön och i kommunen Hangö i den ekonomiska regionen  Raseborg i landskapet Nyland, i den sydvästra delen av landet. Ön ligger omkring 120 kilometer väster om Helsingfors.
Öns area är 3 hektar och dess största längd är 230 meter i sydväst-nordöstlig riktning. Ön höjer sig omkring 5 meter över havsytan.